# Erax nubeculus
Erax nubeculus är en tvåvingeart som först beskrevs av Friedrich Hermann Loew 1848.  Erax nubeculus ingår i släktet Erax och familjen rovflugor. Inga underarter finns listade i Catalogue of Life.